# Peter-Christian Witt
Peter-Christian Witt (* 16. Mai 1943 in Stolp; † 21. Mai 2022 in Hamburg) war ein deutscher Historiker und seit 2010 emeritierter Professor an der Universität Kassel.

## Leben
Peter-Christian Witt wurde 1970 an der Universität Hamburg promoviert. Er war ab 1974 Professor für Neuere Wirtschafts- und Sozialgeschichte an der Universität Kassel. Er publizierte zahlreiche Beiträge zur deutschen Geschichte des 19. und 20. Jahrhunderts. Seine Forschungsschwerpunkte waren die Geschichte der öffentlichen Finanzen, die Geschichte der Arbeiterschaft, der Familie und der Bürokratie sowie biografische Studien und die Geschichte der Inflation in Deutschland.
Seine letzte Ruhestätte erhielt Witt in einer Gemeinschaftsgrabanlage auf dem Friedhof Ohlsdorf. Sie liegt im Planquadrat U 4 gegenüber dem Forum an der Talstraße.

## Schriften (Auswahl)
- Die Finanzpolitik des Deutschen Reiches von 1903 bis 1913. Eine Studie zur Innenpolitik des Wilhelminischen Deutschland (= Historische Studien. Bd. 415). Matthiesen, Lübeck Hamburg 1970 (zugleich: Hamburg, Universität, Dissertation, 1970).
- Friedrich Ebert. Parteiführer, Reichskanzler, Volksbeauftragter, Reichspräsident. Verlag Neue Gesellschaft, Bonn 1982 (4. Auflage. Dietz, Bonn 2008, ISBN 978-3-8012-0386-3).
- mit Jens Flemming, Klaus Saul (Hrsg.): Quellen zur Alltagsgeschichte der Deutschen vom Mittelalter bis heute. 1871–1914 (= Ausgewählte Quellen zur deutschen Geschichte der Neuzeit. Freiherr vom Stein-Gedächtnisausgabe, Reihe B, Bd. 7), Wissenschaftliche Buchgesellschaft, Darmstadt 1997.
- mit Jens Flemming, Klaus Saul (Hrsg.): Lebenswelten im Ausnahmezustand. Die Deutschen, der Alltag und der Krieg, 1914–1918. Lang, Frankfurt a. M. 2011, ISBN 978-3-631-63037-2.